# George Donaldson
George Hunter Donaldson (ur. 25 maja 1845 w Edynburgu, zm. 1925 w Hove) – brytyjski antykwariusz, marszand i kolekcjoner sztuki.
Pochodził z Edynburga. W latach 60. XIX wieku wyjechał do Paryża, gdzie zainteresował się antycznymi meblami. W 1871 zamieszkał w Londynie i otworzył galerię sztuki przy ulicy New Bond. Specjalizował się w meblach angielskich i europejskich z XVI–XVIII wieku. Zgromadził kolekcję malarstwa, do której należały m.in. Portret Ranuccia Farnese Tycjana i Portret Andrésa del Perala Francisca Goi. Kolekcjonował także instrumenty muzyczne, które podarował Royal College of Music w 1894 roku.